# IC 1120-1
IC 1120-1 — галактика типу S (спіральна галактика) у сузір'ї Змія.
Цей об'єкт міститься в оригінальній редакції індексного каталогу.